# خالده ضیا
خالده ضیا (به بنگالی: খালেদা জিয়া) (زاده ۱۵ اوت ۱۹۴۵) سیاستمدار زن بنگلادشی است. وی از سال ۱۹۹۱ تا ۱۹۹۶ نخست وزیر بنگلادش بود و پس از آن طی سال‌های ۲۰۰۱ تا ۲۰۰۶ میلادی نیز به عنوان نخست‌وزیر بنگلادش فعالیت کرد.
خالده ضیا ریاست حزب محافظه‌کار ناسیونالیست بنگلادش را به عهده داشت که حزب راستگرای میانه تلقی می‌شود و در مقابل، رقیب سرسخت او حسینه واجد، رهبری حزب چپگرای میانه‌رو عوامی‌لیگ را به عهده داشت که دیدگاه‌های لیبرالیستی و سکولار دارد.

## زندگی سیاسی
در پی ترور ژنرال  ضیاء الرحمن  ، در سال ۱۹۸۱، خالده ضیا وارد صحنه سیاست شد و رهبری حزب ملی‌گرای بنگلادش را در دست گرفت. با فراهم شدن زمینه برگزاری انتخابات آزاد، ائتلاف به رهبری حزب ملی‌گرای بنگلادش در انتخابات فوریه سال ۱۹۹۱ توانست اکثریت کرسی‌های پارلمان را به دست آورد و خالده ضیا به عنوان اولین نخست‌وزیر زن در بنگلادش رای اعتماد پارلمان را کسب کرد.
این حزب توانست در دور بعدی انتخابات در سال ۱۹۹۶ به پیروزی چشمگیری دست یابد خانم ضیا مجدداً به سمت نخست‌وزیر منصوب شد.
خالده ضیا در آذرماه ۸۶ از ریاست حزب ملی‌گرای این کشور برکنار شد. این اقدام در بحبوحه بروز اختلافات شدید میان طرفداران خالده ضیا و افراد اصلاح‌طلب در حزب ملی‌گرای بنگلادش صورت گرفت. وزیر دارایی سابق بنگلادش که از مخالفان حزب ملی گرای این کشور به شمار می‌رود اعلام کرد، در غیاب خالده ضیا به عنوان کفیل وی منصوب شده‌است. در همان زمان، خالده ضیا، به همراه پسرش عرفات رحمان به اتهام اختلاس بازداشت شدند.
خالده ضیا در حالی به اتهام اخاذی، فساد مالی، و سو استفاده از قدرت روانه بازداشتگاه شد که خانم شیخ حسینه واجد، رئیس حزب عوامی‌لیگ و رقیب سرسخت خالده ضیا نیز به همین سرنوشت دچار شده بود. هر دو نفر مدعی شده‌اند که اتهامات انگیزه سیاسی دارند و فاقد پشتوانه حقوقی هستند.
درگیری این دو حزب که معتبرترین احزاب عرصه سیاسی بنگلادش به شمار می‌روند باعث شد تا ارتش به حمایت از دولت انتقالی برخاسته و کلیه فعالیت‌های سیاسی را در بنگلادش ممنوع اعلام کند.